# チシマゼキショウ属
チシマゼキショウ属（チシマゼキショウぞく、Tofieldia）はチシマゼキショウ科の属の一つ。かつてはユリ科に分類されていた。

## 特徴
小形の多年草。基部の葉は袴状になって互生し、葉の中脈に沿って内側に折れ、葉の裏側が外側に現れる。形は剣状線形でアヤメに似る。花は花茎の上に総状または穂状につく。花被片は6個で、形は線状長楕円形または長楕円形、色は白色または淡紫色。雄蕊は6個、雌蕊の花柱は3個ある。
北半球の温帯-亜寒帯に20種ほど、日本には4種知られている。

## 日本の種
- チシマゼキショウ Tofieldia coccinea Richards. var. coccinea
  - チャボゼキショウ（アポイゼキショウ）Tofieldia coccinea Richards. var. kondoi (Miyabe et Kudô) H.Hara
  - ゲイビゼキショウ Tofieldia coccinea Richards. var. geibiensis (M.Kikuchi) H.Hara
  - アッカゼキショウ Tofieldia coccinea Richards. var. akkana (T.Shimizu) T.Shimizu
  - ハコネハナゼキショウ（ミヤマゼキショウ） Tofieldia coccinea Richards. var. gracilis (Franch. et Sav.) T.Shimizu
- ヒメイワショウブ Tofieldia okuboi Makino
- ヤシュウハナゼキショウ Tofieldia furusei (Hiyama) M.N.Tamura et Fuse
- ハナゼキショウ　Tofieldia nuda Maxim. var. nuda
  - ヒゼンハナゼキショウ Tofieldia nuda Maxim. var. hizenensis T.Yamaz.
- ヤクシマチャボゼキショウ Tofieldia yoshiiana Makino var. yoshiiana

## ギャラリー
- チシマゼキショウ
花茎の高さ、5-15cm。
- ヒメイワショウブ
花茎の高さ、6-17cm。